# Мамай-батира
Мама́й-бати́ра (каз. Мамай батыр) — село у складі Уланського району Східноказахстанської області Казахстану. Входить до складу Аблакетського сільського округу.
Населення — 1264 особи (2021; 1447 у 2009, 1087 у 1999, 797 у 1989).
Національний склад станом на 1989 рік:
- казахи — 49 %
- росіяни — 47 %

До 2010 року село називалось Васильєвка.